# (7342) Uchinoura
(7342) Uchinoura est un astéroïde de la ceinture principale.

## Description
(7342) Uchinoura est un astéroïde de la ceinture principale. Il fut découvert le 23 mars 1992 à Kitami par Kin Endate et Kazuro Watanabe. Il présente une orbite caractérisée par un demi-grand axe de 2,70 UA, une excentricité de 0,10 et une inclinaison de 13,9° par rapport à l'écliptique.

## Compléments